# Наташинский проезд
Ната́шинский прое́зд (также на картах Яндекса: проектируемый проезд № 334) — проезд, расположенный в Южном административном округе города Москвы на территории района Братеево.

## История
История названия точно не установлена. Проезд назван по Наташинской улице, вошедшей в черту г. Москвы в 1960 году в составе села Борисова и расположенной недалеко от проезда.
Название до сих официально не утверждено, оно отсутствует в Общемосковском классификаторе улиц Москвы (ОМК УМ).
Официальное название — проектируемый проезд № 334. Запроектирован на участке улица Борисовские Пруды — Ореховый проезд.

## Расположение
Наташинский проезд начинается от улицы Борисовские Пруды и проходит на юго-восток. По ходу движения он плавно меняет направление с юго-восточного на южное. Затем проезд меняет направление с южного на восточное. В этом месте он заканчивается, переходя в Братеевский проезд.

## Транспорт

### Автобус
- 770: метро «Каширская» — метро «Борисово» — метро «Люблино».
- с827: метро «Алма-Атинская» — метро «Борисово» — платформа «Москворечье» — Каспийская улица.
- 864: метро «Алма-Атинская» — метро «Борисово».

### Метро
- Станция метро «Борисово» Люблинско-Дмитровской линии — 500 м на восток от пересечения улицы с Братеевским проездом.